# Philip Billing
Philip Anyanwu Billing (Copenaghen, 11 giugno 1996) è un calciatore danese, centrocampista del Bournemouth e della nazionale danese.

## Biografia
Nato in Danimarca da madre danese e padre nigeriano, possiede anche la cittadinanza nigeriana per via delle sue origini.

## Caratteristiche tecniche
Di ruolo mediano, Billing è un giocatore molto fisico, mancino di piede e in grado di ricoprire tutti i ruoli del centrocampo, compreso quello di trequartista. Impiegabile sia in un centrocampo a due che a tre, si distingue anche per le sue abilità negli inserimenti offensivi.

## Carriera

### Club

#### Inizi e Huddersfield Town
Dopo avere militato nelle giovanili dello Jerne IF e dell'Esbjerg, nel 2013 si trasferisce agl'inglesi dell'Huddersfield Town, club con cui esordisce tra i professionisti il 26 aprile 2014, nella sconfitta interna per 0-2 contro il Leicester City.
Non disputa alcuna partita con la prima squadra durante la stagione 2014-2015, ma in quella successiva trova più spazio, arrivando anche a realizzare la sua prima rete tra i professionisti, nel successo per 2-0 contro il Nottingham Forest del 13 febbraio 2016.
Nella stagione 2016-2017 il suo utilizzo in campo aumenta ulteriormente, diventando uno dei protagonisti della promozione del club in Premier League.
Esordisce nella massima serie inglese il 12 agosto 2017, nel successo esterno per 0-3 contro il Crystal Palace. Nel corso dell'anno il suo spazio viene limitato da un infortunio alla caviglia, subìto il 14 ottobre seguente nella sconfitta per 2-0 contro lo Swansea City. Tornato a disposizione nel mese di gennaio, a fine stagione raggiunge la salvezza col club.
Nell'annata 2018-2019 diventa titolare del centrocampo dei biancoblu, realizzando anche il suo primo gol in Premier League, nel pareggio esterno contro l'Everton del 1º settembre 2018 (1-1). Nel corso della stagione offre un buon rendimento, ma non riesce comunque a evitare la retrocessione del club, arrivata con sei giornate d'anticipo.

#### Bournemouth
Il 29 luglio 2019 viene acquistato dal Bournemouth. Esordisce con i rossoneri il 10 agosto seguente, nel pareggio interno contro lo Sheffield Utd (1-1). S'impone sin da subito come titolare nel centrocampo della squadra, con cui va a segno per la prima volta nel successo per 4-0 in FA Cup contro il Luton Town, realizzando una doppietta. Il 1º febbraio 2020 segna la sua prima rete in Premier League con le Cherries, nel successo per 2-1 contro l'Aston Villa.
A fine anno i rossoneri retrocedono, ma, nonostante ciò, Billing rimane anche per la stagione seguente; il centrocampista danese realizza otto gol in Championship e contribuisce così al raggiungimento dei play-off, dove la squadra, però, viene eliminata al primo turno dal Brentford.
L'anno successivo è uno dei principali artefici della promozione delle Cherries in Premier League, mettendo a referto 10 gol e 10 assist in 40 partite di campionato.
Il 4 marzo 2023 realizza, dopo 9,11 secondi, il gol del momentaneo vantaggio delle Cherries nella sconfitta per 3-2 contro l'Arsenal: si tratta della seconda rete più veloce nella storia della Premier League.
Nel corso della stagione 2024-2025 il suo spazio diminuisce, per cui viene ceduto durante la finestra invernale di calciomercato. Il giocatore lascia così il Bournemouth dopo cinque stagioni e mezza, nelle quali totalizza 201 presenze e 31 reti in tutte le competizioni.

#### Prestito al Napoli
L'11 gennaio 2025 viene ufficializzato il suo trasferimento al Napoli in prestito gratuito, con diritto di riscatto fissato a 10 milioni di euro. Debutta in maglia azzurra il successivo 23 febbraio, scendendo in campo da titolare nel match perso per 2-1 sul campo del Como, valido per la 26ª giornata di campionato. Nel turno seguente, invece, mette a segno il suo primo gol con i partenopei, in occasione della gara casalinga contro l'Inter, fissando il punteggio sul definitivo 1-1. Al termine della stagione conquista il suo primo trofeo in carriera, laureandosi campione d'Italia con gli azzurri, che vincono il quarto scudetto della loro storia. Dopo un buon inizio, a cui fa seguito un calo di rendimento nel finale, non viene riscattato e fa ritorno in Inghilterra.

### Nazionale
Dopo avere militato nelle selezioni giovanili danesi under-19 e under-21, nel marzo 2019 viene convocato per la prima volta in nazionale maggiore.
Il 7 ottobre 2020, dopo avere rifiutato una chiamata da parte della Nigeria, esordisce con la massima selezione danese, nel successo per 4-0 in amichevole contro le Fær Øer.

## Statistiche

### Presenze e reti nei club
Statistiche aggiornate al 1º luglio 2025.
| Stagione                 | Squadra                  | Campionato               | Campionato | Campionato | Coppe nazionali | Coppe nazionali | Coppe nazionali | Coppe continentali | Coppe continentali | Coppe continentali | Altre coppe | Altre coppe | Altre coppe | Totale | Totale | Totale |
| Stagione                 | Squadra                  | Comp                     | Pres       | Reti       | Comp            | Pres            | Reti            | Comp               | Pres               | Reti               | Comp        | Pres        | Reti        | Pres   | Reti   |        |
| ------------------------ | ------------------------ | ------------------------ | ---------- | ---------- | --------------- | --------------- | --------------- | ------------------ | ------------------ | ------------------ | ----------- | ----------- | ----------- | ------ | ------ | ------ |
| 2013-2014                | Huddersfield Town        | FLC                      | 1          | 0          | FACup+CdL       | -               | -               | -                  | -                  | -                  | -           | -           | -           | 1      | 0      |        |
| 2014-2015                | Huddersfield Town        | FLC                      | 0          | 0          | FACup+CdL       | 0               | 0               | -                  | -                  | -                  | -           | -           | -           | 0      | 0      |        |
| 2015-2016                | Huddersfield Town        | FLC                      | 13         | 1          | FACup+CdL       | 0               | 0               | -                  | -                  | -                  | -           | -           | -           | 13     | 1      |        |
| 2016-2017                | Huddersfield Town        | FLC                      | 24         | 2          | FACup+CdL       | 4+0             | 0               | -                  | -                  | -                  | -           | -           | -           | 28     | 2      |        |
| 2017-2018                | Huddersfield Town        | PL                       | 16         | 0          | FACup+CdL       | 4+2             | 0+1             | -                  | -                  | -                  | -           | -           | -           | 22     | 1      |        |
| 2018-2019                | Huddersfield Town        | PL                       | 27         | 2          | FACup+CdL       | 0               | 0               | -                  | -                  | -                  | -           | -           | -           | 27     | 2      |        |
| Totale Huddersfield Town | Totale Huddersfield Town | Totale Huddersfield Town | 81         | 5          |                 | 10              | 1               |                    | -                  | -                  |             | -           | -           | 91     | 6      |        |
| 2019-2020                | Bournemouth              | PL                       | 34         | 1          | FACup+CdL       | 1+1             | 2+0             | -                  | -                  | -                  | -           | -           | -           | 36     | 3      |        |
| 2020-2021                | Bournemouth              | FLC                      | 34+2       | 8          | FACup+CdL       | 4+2             | 0               | -                  | -                  | -                  | -           | -           | -           | 42     | 8      |        |
| 2021-2022                | Bournemouth              | FLC                      | 40         | 10         | FACup+CdL       | 1+1             | 0+1             | -                  | -                  | -                  | -           | -           | -           | 42     | 11     |        |
| 2022-2023                | Bournemouth              | PL                       | 36         | 7          | FACup+CdL       | 1+1             | 0               | -                  | -                  | -                  | -           | -           | -           | 38     | 7      |        |
| 2023-2024                | Bournemouth              | PL                       | 29         | 2          | FACup+CdL       | 2+2             | 0               | -                  | -                  | -                  | -           | -           | -           | 33     | 2      |        |
| 2024-gen. 2025           | Bournemouth              | PL                       | 10         | 0          | FACup+CdL       | 0               | 0               | -                  | -                  | -                  | -           | -           | -           | 10     | 0      |        |
| gen.-giu. 2025           | Napoli                   | A                        | 10         | 1          | CI              | 0               | 0               | -                  | -                  | -                  | -           | -           | -           | 10     | 1      |        |
| 2025-2026                | Bournemouth              | PL                       | -          | -          | FACup+CdL       | -               | -               | -                  | -                  | -                  | -           | -           | -           | -      | -      |        |
| Totale Bournemouth       | Totale Bournemouth       | Totale Bournemouth       | 185        | 28         |                 | 16              | 3               |                    | -                  | -                  |             | -           | -           | 201    | 31     |        |
| Totale carriera          | Totale carriera          | Totale carriera          | 276        | 34         |                 | 26              | 4               |                    | -                  | -                  |             | -           | -           | 302    | 38     |        |

### Cronologia presenze e reti in nazionale
| Cronologia completa delle presenze e delle reti in nazionale ― Danimarca | Cronologia completa delle presenze e delle reti in nazionale ― Danimarca | Cronologia completa delle presenze e delle reti in nazionale ― Danimarca | Cronologia completa delle presenze e delle reti in nazionale ― Danimarca | Cronologia completa delle presenze e delle reti in nazionale ― Danimarca | Cronologia completa delle presenze e delle reti in nazionale ― Danimarca | Cronologia completa delle presenze e delle reti in nazionale ― Danimarca | Cronologia completa delle presenze e delle reti in nazionale ― Danimarca |
| Data                                                                     | Città                                                                    | In casa                                                                  | Risultato                                                                | Ospiti                                                                   | Competizione                                                             | Reti                                                                     | Note                                                                     |
| ------------------------------------------------------------------------ | ------------------------------------------------------------------------ | ------------------------------------------------------------------------ | ------------------------------------------------------------------------ | ------------------------------------------------------------------------ | ------------------------------------------------------------------------ | ------------------------------------------------------------------------ | ------------------------------------------------------------------------ |
| 7-10-2020                                                                | Herning                                                                  | Danimarca                                                                | 4 – 0                                                                    | Fær Øer                                                                  | Amichevole                                                               | -                                                                        | 72’                                                                      |
| 29-3-2022                                                                | Copenaghen                                                               | Danimarca                                                                | 3 – 0                                                                    | Serbia                                                                   | Amichevole                                                               | -                                                                        | 80’                                                                      |
| 13-6-2022                                                                | Copenaghen                                                               | Danimarca                                                                | 2 – 0                                                                    | Austria                                                                  | UEFA Nations League 2022-2023 - 1º turno                                 | -                                                                        | 46’                                                                      |
| 23-3-2023                                                                | Copenaghen                                                               | Danimarca                                                                | 3 – 1                                                                    | Finlandia                                                                | Qual. Euro 2024                                                          | -                                                                        | 77’                                                                      |
| 26-3-2023                                                                | Astana                                                                   | Kazakistan                                                               | 3 – 2                                                                    | Danimarca                                                                | Qual. Euro 2024                                                          | -                                                                        | 65’                                                                      |
| Totale                                                                   |                                                                          | Presenze                                                                 | 5                                                                        |                                                                          | Reti                                                                     | 0                                                                        |                                                                          |

## Palmarès
- Campionato italiano: 1

Napoli: 2024-2025